# 特里瑟爾萬德山
47°38′46″N 13°48′48″E / 47.646068°N 13.813441°E

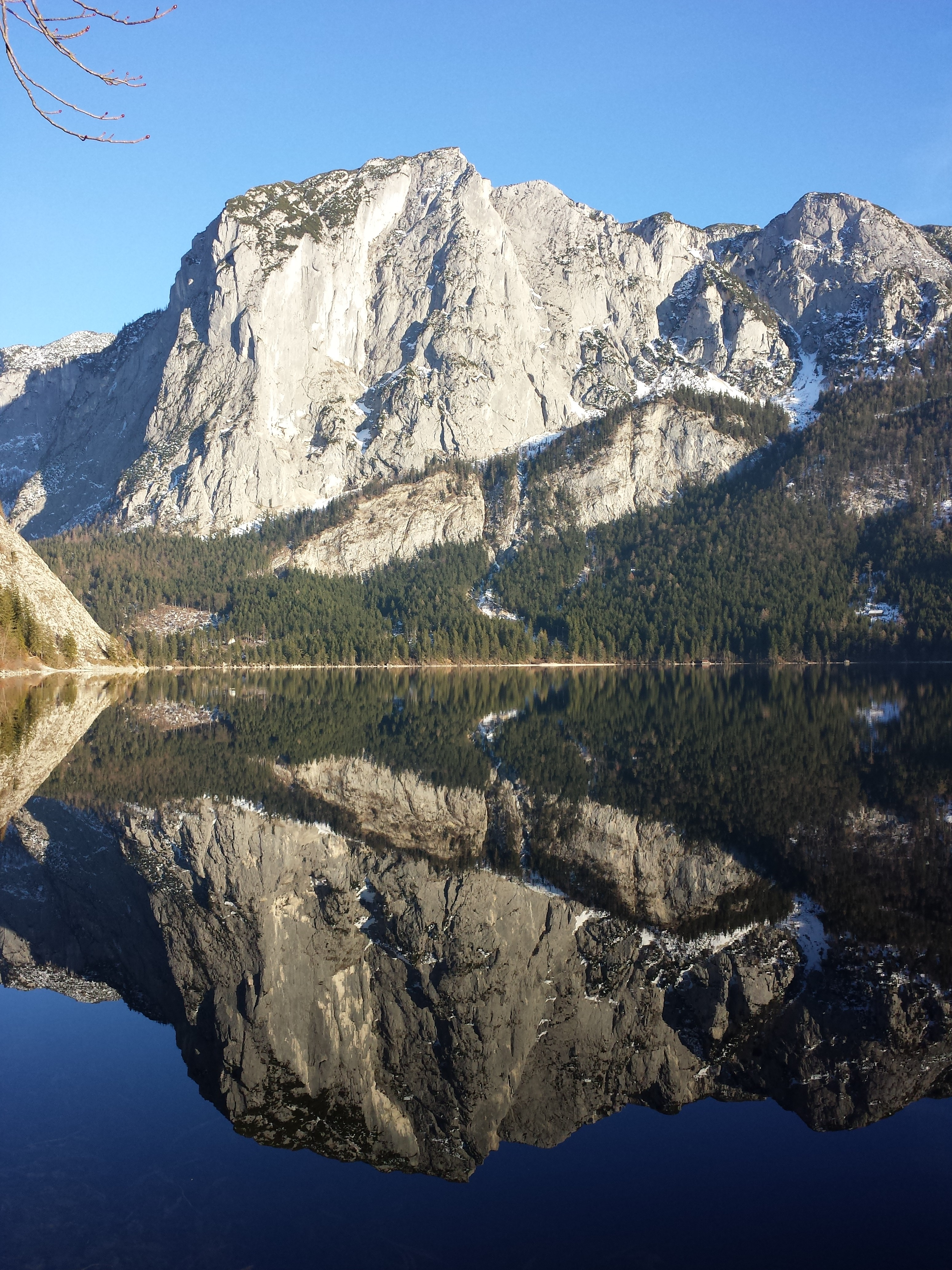

特里瑟爾萬德山（德語：Trisselwand），是奧地利的山峰，位於該國東南部，由施泰爾馬克州負責管轄，屬於托特斯山脈的一部分，海拔高度1,754米，每年平均降雨量1,801毫米。